# Liste des aéroports canadiens par indicateur d'emplacement : CE
Cette liste d'aéroports reprend l'ordre alphabétique suivi par le « TC LID ». Le « TC LID » est le « lieu d'identification » donné par Transports Canada, représentant le nom et le lieu d'un aéroport. C'est une aide de direction pour aider la circulation aérienne, les télécommunications et les programmes d'ordinateur.
Le format des entrées sont:
- Lieu d'identification (TC LID) - IATA - Nom de l'aéroport (nom alternatif) - Communauté de l'aéroport - Province

Les aéroports du Réseau national des aéroports sont en caractères gras.

## CA -Canada- CAN[1],[2]
| TC LID | IATA | Nom de l'aéroport                                                 | Communauté                     | Province                  |
| ------ | ---- | ----------------------------------------------------------------- | ------------------------------ | ------------------------- |
| CEA3   |      | Aéroport Olds-Didsbury                                            | Olds, Didsbury                 | Alberta                   |
| CEA5   |      | Aéroport Hardisty                                                 | Hardisty                       | Alberta                   |
| CEA6   |      | Aéroport Cardston                                                 | Cardston                       | Alberta                   |
| CEB3   | YCK  | Aéroport Colville Lake/Tommy Kochon                               | Colville Lake                  | Territoires du Nord-Ouest |
| CEB5   |      | Aéroport Fairview                                                 | Fairview                       | Alberta                   |
| CEB7   |      | Hydroaérodrome Carcross                                           | Carcross                       | Yukon                     |
| CEB8   |      | Piste d'atterrissage Essex/Billing                                | Essex                          | Ontario                   |
| CEB9   |      | Hydroaérodrome Lutselk'e                                          | Lutselk'e                      | Territoires du Nord-Ouest |
| CEC3   |      | Aéroport Fox Lake                                                 | Fox Creek                      | Alberta                   |
| CEC4   |      | Aéroport Hinton/Jasper-Hinton                                     | Hinton                         | Alberta                   |
| CEC5   |      | Héliport Fort Smith (District)                                    | Fort Smith                     | Territoires du Nord-Ouest |
| CED3   |      | Aéroport Oyen Municipal                                           | Oyen                           | Alberta                   |
| CED4   |      | Aéroport Fox Creek                                                | Fox Creek                      | Alberta                   |
| CED5   |      | Aéroport Taber                                                    | Taber                          | Alberta                   |
| CED6   |      | Héliport De Winton (Highwood)                                     | De Winton                      | Alberta                   |
| CED7   |      | Hydroaérodrome Colville Lake                                      | Colville Lake                  | Territoires du Nord-Ouest |
| CED8   |      | Aérodrome Thunder Bay/Eldorado                                    | Thunder Bay                    | Ontario                   |
| CED9   |      | Hydroaérodrome Taltheilei Narrows                                 | Plummers Great Slave Lodge     | Territoires du Nord-Ouest |
| CEE3   |      | Hydroaérodrome Inuvik/Shell Lake                                  | Inuvik                         | Territoires du Nord-Ouest |
| CEE4   |      | Aéroport Hinton/Entrance                                          | Hinton                         | Alberta                   |
| CEE5   |      | Aéroport Wabasca                                                  | Wabasca                        | Alberta                   |
| CEE6   |      | Village aéronautique Edmonton/Twin Island                         | Half Moon Lake                 | Alberta                   |
| CEE7   |      | Hydroaérodrome Edmonton/Cooking Lake                              | South Cooking Lake             | Alberta                   |
| CEE8   |      | Aéroport Viking                                                   | Viking                         | Alberta                   |
| CEF2   |      | Aérodrome Belwood (Ellen Field)                                   | Belwood                        | Ontario                   |
| CEF3   |      | Aéroport Bow Island                                               | Bow Island                     | Alberta                   |
| CEF4   |      | Aéroport Calgary/Airdrie (Airdrie Aéroport)                       | Airdrie                        | Alberta                   |
| CEF6   |      | Aéroport Forestburg                                               | Forestburg                     | Alberta                   |
| CEF8   |      | Hydroaérodrome Hay River                                          | Hay River                      | Territoires du Nord-Ouest |
| CEF9   |      | Hydroaérodrome Tincup Lake                                        | Tincup Wilderness Lodge        | Yukon                     |
| CEG3   |      | Aéroport Lacombe                                                  | Lacombe                        | Alberta                   |
| CEG4   |      | Aéroport Drumheller Municipal                                     | Drumheller                     | Alberta                   |
| CEG5   |      | Aéroport Chipewyan Lake                                           | Chipewyan Lake                 | Alberta                   |
| CEG6   |      | Héliport Nordegg/Ahlstrom                                         | Nordegg                        | Alberta                   |
| CEG7   |      | Hydroaérodrome Dawson City                                        | Dawson City                    | Yukon                     |
| CEG8   |      | Aéroport North Seal River                                         | North Seal River               | Manitoba                  |
| CEG9   |      | Hydroaérodrome Trout Lake                                         | Trout Lake                     | Territoires du Nord-Ouest |
| CEH2   |      | Aéroport Black Diamond/Cu Nim                                     | Black Diamond                  | Alberta                   |
| CEH3   |      | Aéroport Ponoka Industrial (Labrie Field)                         | Ponoka                         | Alberta                   |
| CEH4   |      | Aéroport De Winton/South Calgary                                  | De Winton                      | Alberta                   |
| CEH5   |      | Aéroport Red Earth Creek                                          | Red Earth Creek                | Alberta                   |
| CEH6   |      | Aéroport Provost                                                  | Provost                        | Alberta                   |
| CEH8   |      | Héliport Montréal/Laval (Évasion Hélicoptère)                     | Montréal                       | Québec                    |
| CEH9   |      | Héliport Truro (Colchester Health Centre)                         | Truro                          | Nouvelle-Écosse           |
| CEJ3   |      | Aéroport Stettler                                                 | Stettler                       | Alberta                   |
| CEJ4   |      | Aéroport Claresholm Industrial                                    | Claresholm                     | Alberta                   |
| CEJ6   |      | Aéroport Elk Point                                                | Elk Point                      | Alberta                   |
| CEJ9   |      | Hydroaérodrome Watson Lake                                        | Watson Lake                    | Yukon                     |
| CEK2   |      | Aéroport Braeburn (Piste d'atterrissage Cinnamon Bun)             | Braeburn Lodge                 | Yukon                     |
| CEK4   |      | Héliport Blairmore (Forestry)                                     | Blairmore                      | Alberta                   |
| CEK6   |      | Aéroport Killam/Killam-Sedgewick/Flagstaff Regional               | Killam                         | Alberta                   |
| CEK7   |      | Hydroaérodrome High Level/Footner Lake                            | High Level                     | Alberta                   |
| CEL2   |      | Héliport Calgary (City/Bow River)                                 | Calgary                        | Alberta                   |
| CEL3   |      | Aérodrome East Linton (Kerr Field)                                | East Linton                    | Ontario                   |
| CEL4   |      | Aéroport Hanna                                                    | Hanna                          | Alberta                   |
| CEL5   |      | Aéroport Valleyview                                               | Valleyview                     | Alberta                   |
| CEL6   |      | Aéroport Two Hills                                                | Two Hills                      | Alberta                   |
| CEL7   |      | Hydroaérodrome Ford Bay                                           | Trophy Lodge                   | Territoires du Nord-Ouest |
| CEL8   |      | Aérodrome Éléonore                                                | Opinaca Reservoir              | Québec                    |
| CEL9   |      | Héliport Calgary/Eastlake                                         | Calgary                        | Alberta                   |
| CEM2   |      | Héliport Rockyview General Hospital                               | Calgary                        | Alberta                   |
| CEM3   |      | Aéroport Whatì                                                    | Whatì                          | Territoires du Nord-Ouest |
| CEM4   |      | Aéroport Innisfail (Aéroport Big Bend)                            | Innisfail                      | Alberta                   |
| CEM5   |      | Aéroport Swan Hills                                               | Swan Hills                     | Alberta                   |
| CEN2   |      | Aéroport Bassano                                                  | Bassano                        | Alberta                   |
| CEN3   |      | Aéroport Three Hills                                              | Three Hills                    | Alberta                   |
| CEN4   |      | Aéroport High River                                               | High River                     | Alberta                   |
| CEN5   |      | Aéroport Cold Lake Regional                                       | Cold Lake                      | Alberta                   |
| CEN6   |      | Aéroport Vauxhall                                                 | Vauxhall                       | Alberta                   |
| CEN7   |      | Hydroaérodrome Déline                                             | Déline                         | Territoires du Nord-Ouest |
| CEN9   |      | Hydroaérodrome Yellowknife                                        | Yellowknife                    | Territoires du Nord-Ouest |
| CEP2   |      | Héliport Calgary (Bow Crow)                                       | Calgary                        | Alberta                   |
| CEP3   |      | Aéroport Barrhead                                                 | Barrhead                       | Alberta                   |
| CEP4   |      | Aéroport Coutts/Ross International                                | Coutts                         | Alberta                   |
| CEP5   |      | Aéroport Janvier                                                  | Janvier                        | Alberta                   |
| CEP6   |      | Aéroport Warner                                                   | Warner                         | Alberta                   |
| CEP7   |      | Héliport Elk Point (Healthcare Centre)                            | Elk Point                      | Alberta                   |
| CEP8   |      | Héliport Edmonton/Eastport                                        | Sherwood Park                  | Alberta                   |
| CEP9   |      | Hydroaérodrome Namushka Lodge                                     | Namushka Lodge                 | Territoires du Nord-Ouest |
| CEQ3   |      | Aéroport Camrose                                                  | Camrose                        | Alberta                   |
| CEQ4   |      | Aéroport Del Bonita/Whetstone International                       | Del Bonita                     | Alberta                   |
| CEQ5   |      | Aéroport Grande Cache                                             | Grande Cache                   | Alberta                   |
| CEQ8   |      | Hydroaérodrome Whatì                                              | Whatì                          | Territoires du Nord-Ouest |
| CER2   |      | Aéroport Castor                                                   | Castor                         | Alberta                   |
| CER3   |      | Aéroport Drayton Valley Industrial                                | Drayton Valley                 | Alberta                   |
| CER4   |      | Aéroport Fort McMurray/Mildred Lake                               | Fort McMurray                  | Alberta                   |
| CER6   |      | Hydroaérodrome Aklavik                                            | Aklavik                        | Territoires du Nord-Ouest |
| CER9   |      | Hydroaérodrome Fort Nelson (Parker Lake)                          | Fort Nelson                    | Colombie-Britannique      |
| CES2   |      | Aérodrome de Saint-Esprit (en)                                    | Saint-Esprit                   | Québec                    |
| CES3   |      | Héliport Edmonton/St. Albert                                      | St. Albert                     | Alberta                   |
| CES4   |      | Aéroport Westlock                                                 | Westlock                       | Alberta                   |
| CES6   |      | Hydroaérodrome Arctic Red River                                   | Tsiigehtchic                   | Territoires du Nord-Ouest |
| CES7   |      | Hydroaérodrome Fort McMurray                                      | Fort McMurray                  | Alberta                   |
| CES8   |      | Héliport Grey Nuns Community Hospital                             | Edmonton                       | Alberta                   |
| CES9   |      | Hydroaérodrome Great Bear Lake                                    | Plummers Great Bear Lake Lodge | Territoires du Nord-Ouest |
| CET2   |      | Aéroport Conklin (Leismer)                                        | Conklin                        | Alberta                   |
| CET4   |      | Aéroport Fort Simpson Island                                      | Fort Simpson                   | Territoires du Nord-Ouest |
| CET5   |      | Héliport Hay River (District)                                     | Hay River                      | Territoires du Nord-Ouest |
| CET8   |      | Hydroaérodrome Nahanni Butte                                      | Nahanni Butte                  | Territoires du Nord-Ouest |
| CET9   |      | Aéroport Jean Marie River                                         | Jean Marie River               | Territoires du Nord-Ouest |
| CEU2   |      | Aéroport Beaverlodge                                              | Beaverlodge                    | Alberta                   |
| CEU4   |      | Héliport Rocky Mountain House (General Hospital)                  | Rocky Mountain House           | Alberta                   |
| CEU8   |      | Hydroaérodrome Norman Wells                                       | Norman Wells                   | Territoires du Nord-Ouest |
| CEU9   |      | Aéroport Trout Lake (Territoires du Nord-Ouest)                   | Trout Lake                     | Territoires du Nord-Ouest |
| CEV2   |      | Aéroport Edra                                                     | Edra                           | Alberta                   |
| CEV3   |      | Aéroport Vegreville                                               | Vegreville                     | Alberta                   |
| CEV5   |      | Aéroport Mayerthorpe                                              | Mayerthorpe                    | Alberta                   |
| CEV7   |      | Aéroport Tofield                                                  | Tofield                        | Alberta                   |
| CEV9   |      | Aéroport Snare River                                              | Snare River                    | Territoires du Nord-Ouest |
| CEW3   |      | Aérodrome St. Paul                                                | Saint-Paul                     | Alberta                   |
| CEW5   |      | Aéroport Milk River                                               | Milk River                     | Alberta                   |
| CEW7   |      | Héliport Edmonton/Univ of Alberta (Stollery Children's Hosp MAHI) | Edmonton                       | Alberta                   |
| CEW8   |      | Hydroaérodrome Paulatuk                                           | Paulatuk                       | Territoires du Nord-Ouest |
| CEW9   |      | Héliport Canmore Municipal                                        | Canmore                        | Alberta                   |
| CEX3   |      | Aéroport Wetaskiwin Regional                                      | Wetaskiwin                     | Alberta                   |
| CEX4   |      | Aéroport Carmacks                                                 | Carmacks                       | Yukon                     |
| CEX9   |      | Aéroport Brant (Dixon Farm)                                       | Brant                          | Alberta                   |
| CEY3   |      | Aéroport Fort Macleod                                             | Fort Macleod                   | Alberta                   |
| CEY7   |      | Hydroaérodrome Fort St. John (Charlie Lake)                       | Fort St. John                  | Colombie-Britannique      |
| CEZ2   |      | Aérodrome Chapman                                                 | Chapman Lake                   | Yukon                     |
| CEZ3   |      | Aéroport Edmonton/Cooking Lake                                    | South Cooking Lake             | Alberta                   |
| CEZ4   |      | Aéroport Fort Vermilion                                           | Fort Vermilion                 | Alberta                   |
| CEZ5   |      | Hydroaérodrome Whitehorse                                         | Whitehorse                     | Yukon                     |
| CEZ7   |      | Hydroaérodrome Fort Simpson Island                                | Fort Simpson                   | Territoires du Nord-Ouest |
| CEZ9   |      | Héliport Grande Prairie (Forestry)                                | Grande Prairie                 | Alberta                   |